# 나의 결혼 원정기 (텔레비전 프로그램)
나의 결혼 원정기는 추석특집 파일럿으로 KBS 2TV에서 방송된 텔레비전 프로그램이다.

## 기획 의도
결혼에 대한 의미를 되새겨 보는 텔레비전 프로그램이다.

## 방송 시간
| 방송 채널 | 방송 기간                         | 방송 시간                             |
| --------- | --------------------------------- | ------------------------------------- |
| KBS 2TV   | 2014년 9월 2일                    | 화요일 밤 11:10 ~ 12:30 (80분)        |
| KBS 2TV   | 2014년 9월 10일 ~ 2014년 9월 11일 | 수요일, 목요일 밤 8:30 ~ 10:00 (90분) |

## 진행자
- 1기 김국진, 김원준, 김승수, 박광현, 조항리 : 2014.9.2 ~ 2014.9.11